# نشان سنت مایکل و سنت جورج
نشان سنت مایکل و سنت جورج (انگلیسی: Order of St Michael and St George)، یک نشان جوانمردی بریتانیایی است، که نخستین بار در ۲۸ آوریل ۱۸۱۸ توسط جرج چهارم، شاهزاده ولز، زمانی که به‌عنوان شاهزاده نایب‌السلطنه پدرش؛ شاه جرج سوم فعالیت می‌کرد، اهدا شد. این نشان به افتخار دو قدیس نظامی، میکائیل و جرجیس نام‌گذاری شده است. نشان سنت مایکل و سنت جورج در اصل به کسانی اعطا می‌شد که فرماندهان یا موقعیت‌های عالی را در سرزمین‌های مدیترانه در جنگ‌های ناپلئونی به دست آورده بودند و متعاقباً بعدها به دارندگان مناصب یا موقعیت‌های مشابه در سایر قلمروهای امپراتوری بریتانیا تعمیم داده شد. از افراد ایرانی دریافت کننده این نشان می‌توان به نصیر خان سردار جنگ اشاره کرد.